# Unione Sportiva Pro Vercelli 1971-1972
Questa voce raccoglie le informazioni riguardanti l'Unione Sportiva Pro Vercelli nelle competizioni ufficiali della stagione 1971-1972.

## Rosa
| N. |                   | Ruolo | Calciatore            |
| -- | ----------------- | ----- | --------------------- |
|    | Italia (bandiera) | D     | Franco Balocco        |
|    | Italia (bandiera) | D     | Filippo Benassi       |
|    | Italia (bandiera) | D     | Carlo Bisacco         |
|    | Italia (bandiera) | D     | Angelo Bonni          |
|    | Italia (bandiera) |       | Bosetti               |
|    | Italia (bandiera) | C     | Pier Luigi Branduardi |
|    | Italia (bandiera) | D     | Mario Bullano         |
|    | Italia (bandiera) | P     | Sergio Caligaris      |
|    | Italia (bandiera) | C     | Ferdinando D'Auria    |
|    | Italia (bandiera) | C     | Flavio Del Barba      |
|    | Italia (bandiera) | D     | Giuseppe Dezio        |
|    | Italia (bandiera) | P     | Enzo Di Giorgio       |
|    | Italia (bandiera) | D     | Edoardo Jussich       |
|    | Italia (bandiera) | P     | Silvio Lamberti       |

| N. |                   | Ruolo | Calciatore          |
| -- | ----------------- | ----- | ------------------- |
|    | Italia (bandiera) | A     | Claudio Maioni      |
|    | Italia (bandiera) | D     | Carlo Olivetti      |
|    | Italia (bandiera) | C     | Claudio Onofri      |
|    | Italia (bandiera) | D     | Gian Franco Picardi |
|    | Italia (bandiera) | A     | Bruno Rossi         |
|    | Italia (bandiera) | C     | Renato Rossi        |
|    | Italia (bandiera) | C     | Mauro Sadocco       |
|    | Italia (bandiera) | D     | Carlo Soldo         |
|    | Italia (bandiera) | C     | Luigi Stara         |
|    | Italia (bandiera) | A     | Paolo Tonelli       |
|    | Italia (bandiera) | C     | Andrea Valdinoci    |
|    | Italia (bandiera) | D     | Benito Zanutto      |
|    | Italia (bandiera) | C     | Paolo Zarini        |